# Tael Riverine
(Tael Riverine)
Tael Riverine è un personaggio della trilogia de: Il Druido Supremo di Shannara scritta da Terry Brooks, ed è un potente demone che mira a riversare le sue orde nelle Quattro Terre, distruggendo il Divieto.

## Storia
Con la morte del Dagda Mor, Tael Riverine, il signore degli Straken, divenne il demone più potente all'interno della Divieto e dalla sua fortezza governò con pugno di ferro quelle terre maledette. Il suo aspetto era quello di un uomo nero dagli occhi color ghiaccio, alto, muscoloso e con numerose spine che si estandevano dal suo corpo; i suoi unici indumenti erano rappresentati da diverse cinture con armi legate al suo torace. Spesso utilizzava dei demoni con particolari abilità come suoi personali cacciatori, al fine di catturare in tutte le terre poste sotto il suo dominio esemplari interessanti e bizzarri. Cercò sempre un modo per sfuggire al Divieto e vendicarsi degli Elfi, e finalmente dopo molti tentativi riuscì ad entrare in contatto con una creatura delle Quattro Terre: si trattava di Iridia Eleri, un druido di Paranor. Manipolandola con le sue ingannevoli parole, la convinse ad usare una pozione chiamata Notte Liquida, con cui avrebbe potuto bandire una persona nel Divieto. Naturalmente Iridia consegnò la pozione a Shadea a'Ru che la usò contro Grianne Ohmsford; tuttavia il demone aveva occultato un particolare ai Druidi: non si sarebbe trattato di un trasferimento, bensì di uno scambio. Al posto dell'Ard Rhys infatti arrivò un demone mutaforma che aveva l'ordine di distruggere l'Eterea, in modo da poter liberare i demoni dalla loro eterna prigione. Successivamente Tael Riverine inviò il suo miglior cacciatore per catturare Grianne Ohmsford, che fu portata nella sua fortezza e costretta ad una brutale prigionia. Il Signore degli Straken testò le capacità dell'ex Ard Rhys e la ritenne idonea a generare i suoi figli. Sfortunatamente per lui, lei riesce a fuggire dal suo castello con l'aiuto di Weka Dart. Anche se Tael Riverine avviò immediatamente le ricerche per riportarla al suo cospetto, non riuscì a impedire la sua fuga dal Divieto.